# Morrison, Tennessee
Morrison är en ort i Warren County i delstaten Tennessee, USA.